# Clemens Maria Franz von Bönninghausen
Clemens Maria Franz von Bönninghausen, nizozemsko-nemški odvetnik in botanik, * 12. marec 1785, † 26. januar 1864.
Leta 1806 je diplomiral iz prava na Univerzi v Groningenu, nakar je vstopil v nizozemsko javno službo; tu je ostal do leta 1810, nakar se je vrnil v Prusijo, kjer se je posvetil botaniki.
Med letoma 1826 in 1845 je bil direktor Botaničnega vrta v Münstru.